# Пажеський корпус

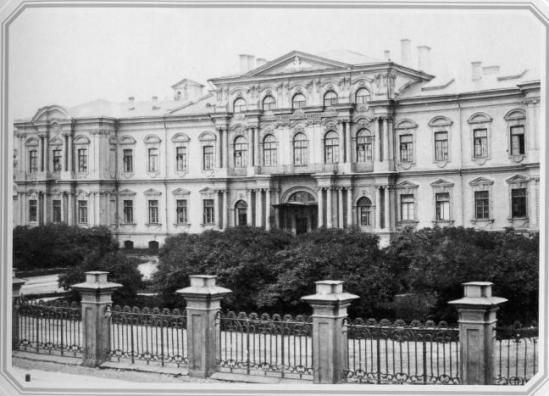
Воронцовський палац

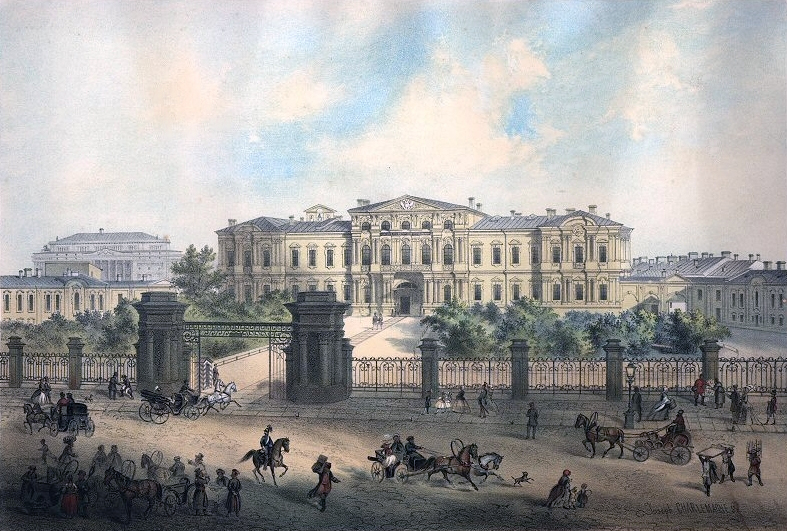
Літографія за малюнком Й. Й. Шарлеманя, 1858.

Пажеський Його Імператорської Величності корпус — найпрестижніший навчальний заклад Російської імперії.
На початку свого царювання Олександр I задумав реформувати Пажеський корпус з метою перетворити його на елітний навчальний заклад, що дає своїм вихованцям першокласну військову освіту, гідну придворної та (в майбутньому) гвардійської служби. Досвідченому педагогу-практику генерал-майору Ф. І. Клінгеру було доручено розробити новий статут корпусу спільно з його шефом графом Н. П. Шереметьєвим. На початку вересня 1802 року статут було представлено государю, а 10 жовтня (22 жовтня) імператорський рескрипт набрав чинності та 13 жовтня (25 жовтня) його зачитали пажам у будівлі корпусу на набережній Фонтанки.

## Історія корпусу
Усі вихованці корпусу мали звання пажів, а після переходу до старшого спеціального класу, найкращі з них, які задовольняли певним вимогам (за успіхами в науках і поведінці), переходять до камер-пажів.
Пажеський корпус перебував в уря́дництві військового міністерства і підпорядковувався головному начальникові військово-навчальних закладів. Безпосереднє управління довіряється директорові, а найближчий завідувач навчальної частини — інспектор класів. Ротами завідують ротні командири, а класними відділеннями — офіцери-вихователі. При корпусі складаються комітети: педагогічний, дисциплінарний і господарський.
У загальному комплекту навчаються: 170 інтернів, які виховуються на повному казенному утриманні, і 160 екстернів, за яких сплачується 200 р. на рік.
У 3-му (нижчому) класі покладаються тільки екстерни. Понад загального числа інтернів покладається 6 штатних вакансій для уродженців Фінляндії. До прийому в корпус допускаються виключно зараховані попередньо, за височайшим повелінням, в пажі до височайшого двору; клопотання про таке зарахування дозволяється лише для синів і онуків осіб, які перебувають або перебували на службі в чинах перших трьох класів або ж для нащадків пологів, занесених до п'ятої та шостої частини родовідних книг (титуловане і стародавнє дворянство).
Прийом проводиться за змагального іспиту; в 7-й загальний і в обидва спеціальні класи ні прийому, ні перекладу пажів — кандидатів з інших корпусів, не допускається.
Вихованці діляться на три роти. На табірне, в Червоне Село, де прикомандировується до офіцерської стрілецької школи; 2-га рота проводить влітку від 5 до 6 тижнів в кадетському таборі в Петергофі. Пажі 1-ї роти вважаються на дійсній військовій службі. За результатами випускного іспиту, всі вихованці старшого спеціального класу розділяються на чотири розряди.